# Valdeverdeja
Valdeverdeja est une commune d'Espagne de la province de Tolède dans la communauté autonome de Castille-La Manche.

## Géographie
Elle est située à l'extrême ouest de la province de Tolède, à la frontière de la communauté autonome de l'Estrémadure. Elle est bordée par le Tage.
Le village est situé dans la vallée du Tage sur un terrain granitique. Sur ses rives se trouvent plusieurs moulins à eau, aujourd'hui désaffectés. La végétation, composée de pâturages peuplés de chênes verts et d'oliviers et de garrigues à genêts et à thym, est typiquement méditerranéenne.
À proximité passe l'autoroute d'Estrémadure, l'A-5.

## Administration
| Période                                  | Période  | Identité               | Étiquette | Qualité |
| ---------------------------------------- | -------- | ---------------------- | --------- | ------- |
| 2019                                     | En cours | Juan José Moreno Bravo | PP        |         |
| Les données manquantes sont à compléter. |          |                        |           |         |